# Catherine d'Alençon
Catherine d'Alençon, född före 1396, död 1462, var en fransk aristokrat. Hon var hertiginna av Bayern-Ingolstadt mellan 1413 och 1447 som gift med hertig Ludvig VII av Bayern-Ingolstadt. 
Hon var dotter till greve Peter II av Alençon och Marie Chamaillart. Hon var hovfröken åt Frankrikes drottning Isabella av Bayern som ogift. 
Hon gifte sig 1411 med Peter av Évreux, greve av Mortain (d. 1412). Paret fick inga barn. Hon gifte 1413 om sig med den franska drottningens bror, Ludvig VII av Bayern-Ingolstadt. Hennes andra äktenskap arrangerades för att skaffa hennes tyska make kontakter i Frankrike. Paret fick två barn som dog i barndomen. Hon kom inte att tillbringa särskilt mycket tid i Bayern, om alls. 
Catherine d'Alençon var arvtagare till Mortain efter sin far, och grevskapet ingick i hennes hemgift. Hon blev 1417 tillfångatagen av Bernhard VII av Armagnac under armagnac-burgundiska inbördeskriget, och hennes make köpte henne fri genom att överlåta hennes grevskap Mortain till Johan den orädde. 
Hon förlorade sin egendom i Normandie när engelsmännen erövrade Normandie efter invasionen 1415, men fick ekonomisk kompensation av Henrik V 1421. När Henrik V gifte sig med den franska prinsessan Katarina av Valois, följde hon Katarina till England som hovdam, och hjälpte till under födelsen av Henrik VI. 
Hon återvände snart till Frankrike och bosatte sig med sin svägerska, Frankrikes änkedrottning Isabella av Bayern på Hôtel Saint-Pol i Paris. Hon kvarblev i Paris sedan Isabella avlidit 1435 och fransmännen återtagit staden från engelsmännen året därpå. Hon avled i Paris 1462.   